# Parafia bł. Edmunda Bojanowskiego i św. Antoniego Padewskiego w Rumi
Parafia pw. bł. Edmunda Bojanowskiego i św. Antoniego Padewskiego w Rumi – wchodzi w skład dekanatu Reda archidiecezji gdańskiej. Parafia została erygowana 29 sierpnia 1999 dekretem metropolity gdańskiego ks. arcybiskupa Tadeusza Gocłowskiego. Jest najmłodszą w mieście. Kościół parafialny w budowie od 2003 roku. Mieści się przy ulicy Aleksandra Fredry w rejonie Białej Rzeki.

## Linki zewnętrzne

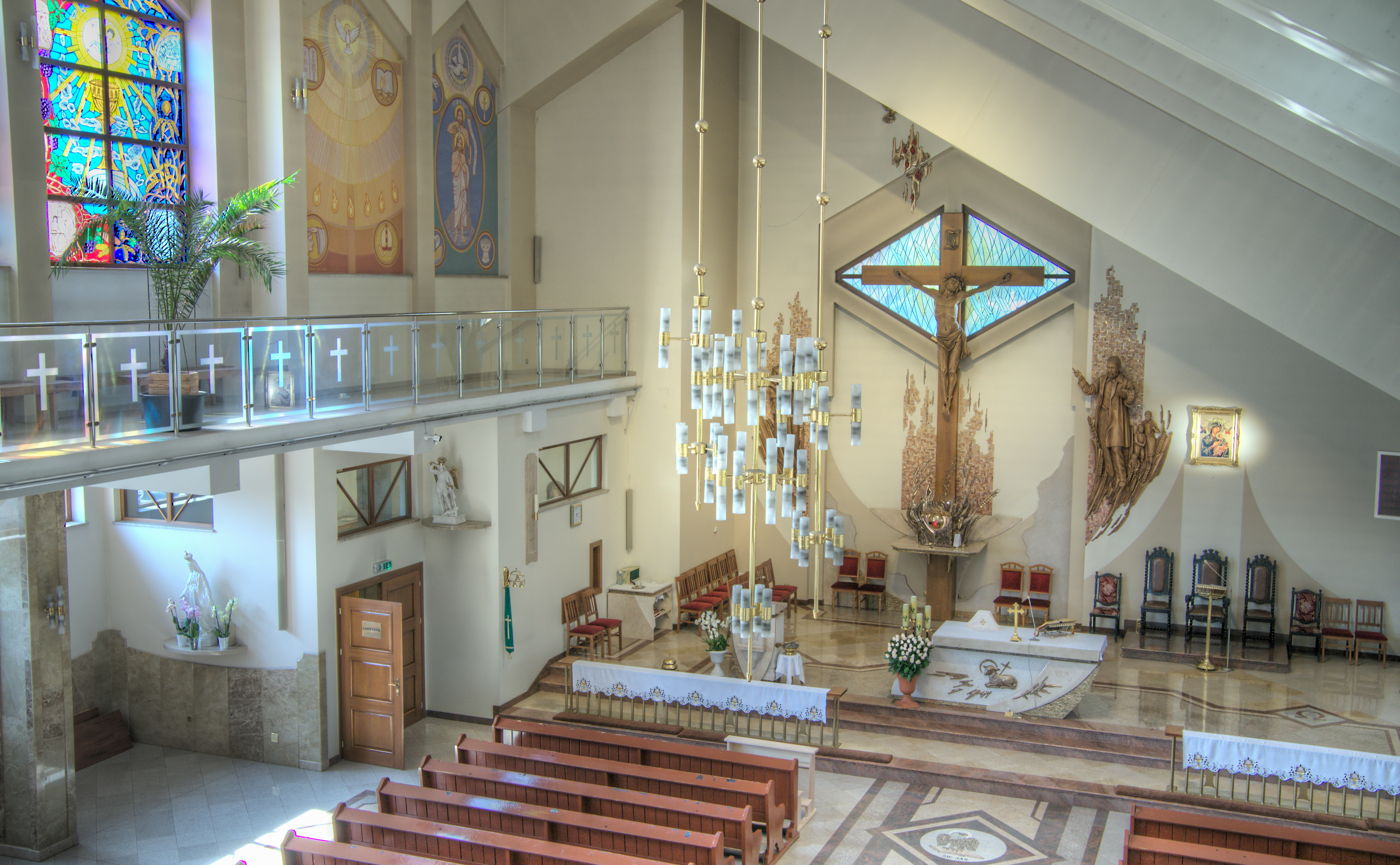
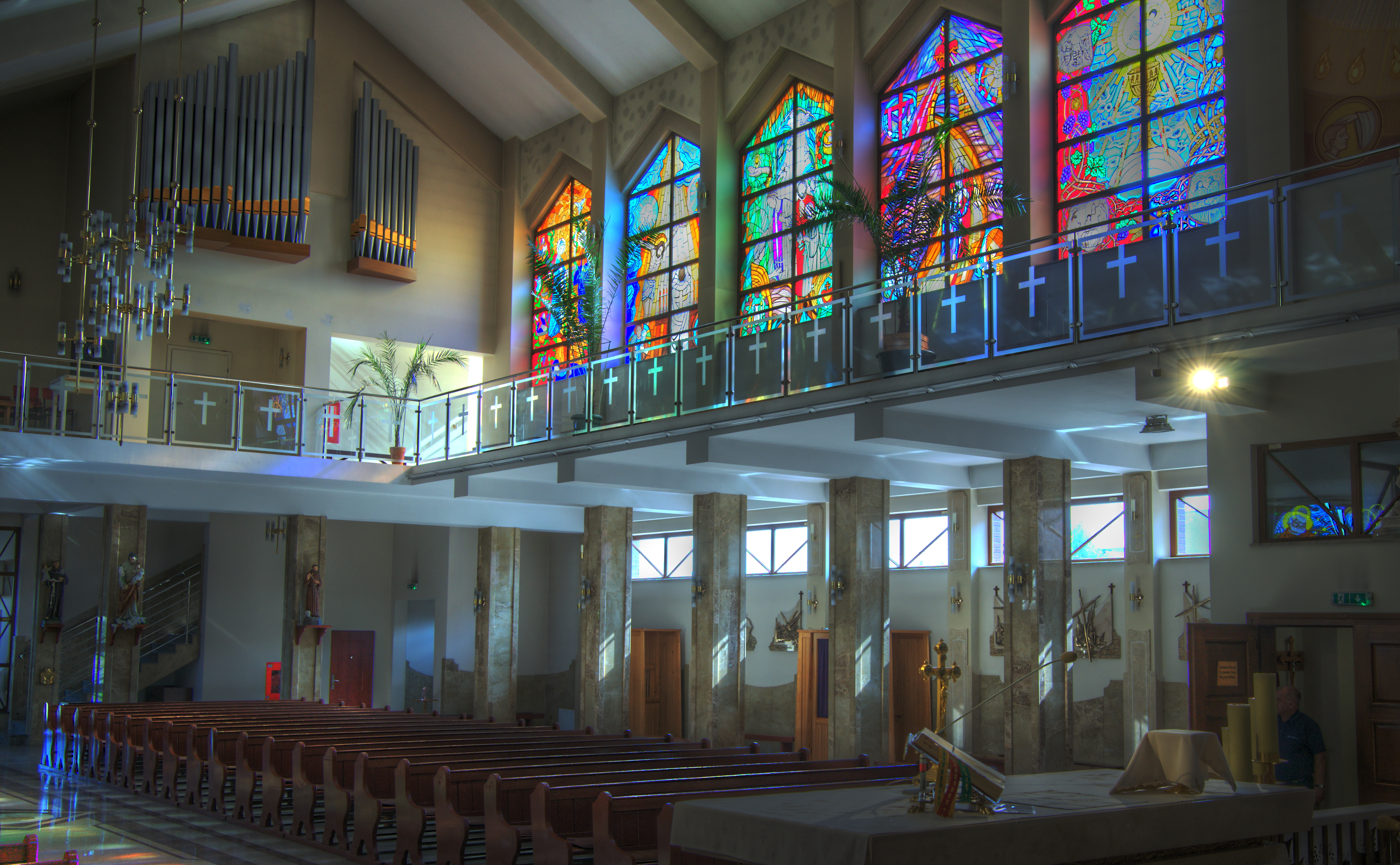